# Boven Suriname
Boven Suriname è un comune (ressort) del Suriname di 1.537 abitanti.